# Rojo de cresol
El Rojo de cresol es un  indicador orgánico para valoración ácido-base, utilizado en Química analítica
Su intervalo de transición de pH es aproximadamente entre  0.2-1.8, virando de rojo a amarillo (a pH ácido), y de 7.1-8.8, cambiando de amarillo a púrpura (a pH alcalino). Al ser una sustancia irritante por inhalación o contacto directo con la piel o mucosas, debe ser empleada en áreas con buena ventilación, siendo necesaria la protección personal para la manipulación del producto.

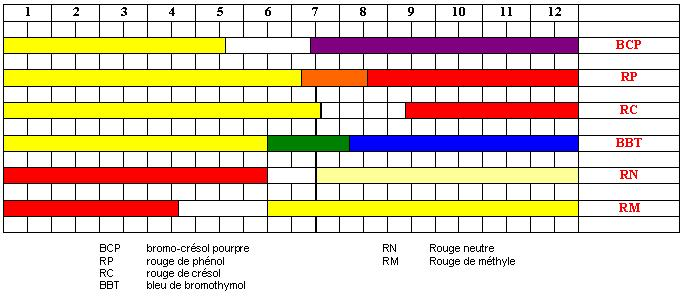
En la tabla se muestra el rango de viraje para algunos indicadores, encontrando en la fila (RC) el correspondiente para el Rojo de cresol